# Salome (pjäs)

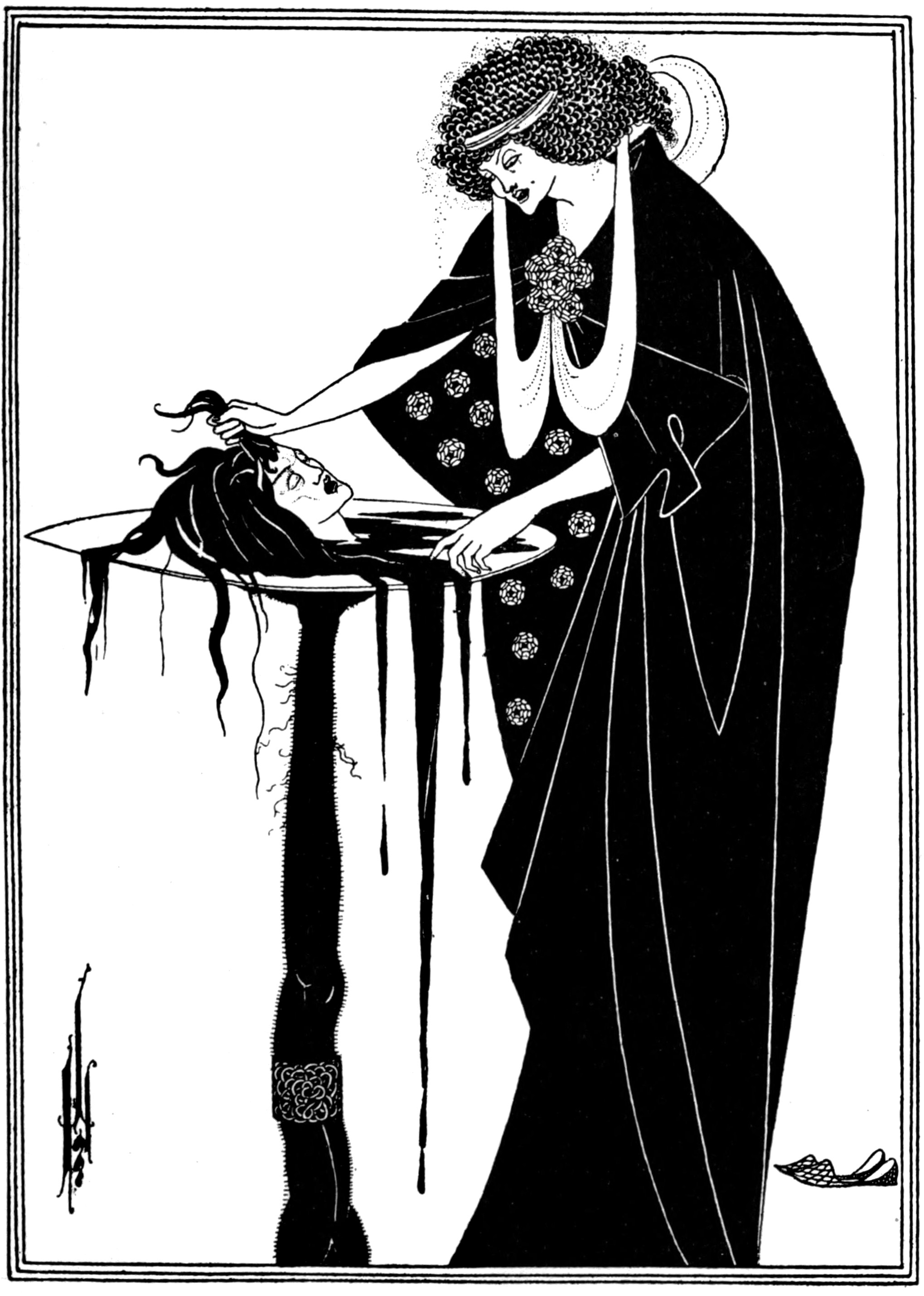
Illustration av Aubrey Beardsley.

Salomé är en teaterpjäs, en tragedi i en akt av Oscar Wilde från 1893.
Wilde skrev Salomé på franska. Den är skriven i en lyrisk stil och är med sitt erotiska tema typisk för 1890-talets dekadenta strömningar. Stoffet hämtade han från Bibeln och berättelsen om Salome, som bad om att få Johannes döparens huvud på ett fat. I Wildes variant är Salomé förälskad i Johannes, som dock förskjuter henne, varpå Salomé vill hämnas.

## Bearbetningar
- Salome, opera av Richard Strauss baserad på Wildes pjäs.
- Salome, filmatisering från 1923.